# FC Bootle
Der FC Bootle (offiziell: Bootle Football Club) war ein englischer Fußballverein aus der nördlich an Liverpool angrenzenden Stadt Bootle, gelegen in der Grafschaft Lancashire. Er wurde 1879 gegründet, war zehn Jahre später Gründungsmitglied der Football Alliance und spielte in der Saison 1892/93 – wie auch Middlesbrough Ironopolis im Jahr darauf – ein einziges Jahr in der Second Division der Football League. Anschließend löste sich der Klub auf.

## Vereinsgeschichte

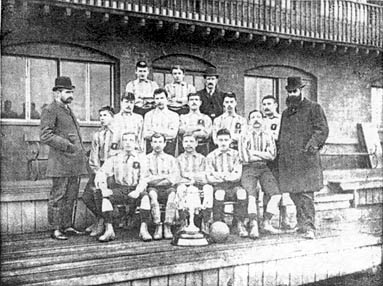
Die Mannschaft des FC Bootle (1888).

Der FC Bootle wurde 1879 von Kirchenmitgliedern als „Bootle St. Johns“ gegründet. Er unterschied sich zunächst wenig von anderen bescheidenen Vereinen in der Region, bevor sich 1880 der aus Nordwales an die Merseyside gezogene Fußballenthusiast Robert E. Lythgoe dem Klub anschloss. Unter seiner Führung entwickelte der Klub größere Ambitionen und änderte in der Folge seinen Namen in „Bootle Football Club“. Es entstand schnell eine große Rivalität zwischen dem FC Bootle und dem FC Everton, der in der südlich angrenzenden Stadt Liverpool den Fußball dominierte. Die Konkurrenz war stark ausgeprägt und bereits ein Duell im Jahr 1881 zwischen den beiden Klubs musste nach einem Platzsturm der verfeindeten Anhängern abgebrochen werden. Vor allem im Liverpool Senior Cup trafen die Vereine oft aufeinander, wobei oft mehr als 10.000 Zuschauer im Stadion an der heimischen Hawthorne Road sowie an der Anfield Road, wo Everton damals noch seine Heimspiele austrug, verzeichnet wurden. Der FC Bootle gewann in den Jahren 1883, 1888 und 1889 jeweils den Liverpool Senior Cup und galt im Jahr 1888 als ernsthafter Aspirant bei der Gründung der Football League. Obwohl Bootle im Vergleich zu Everton (angeblich) über ein leistungsstärkeres Fußballteam verfügte, wurde Everton vorgezogen und so blieb dem FC Bootle im Jahr darauf lediglich ein Platz in der gegründeten Alternativliga Football Alliance. Die Football Alliance galt inoffiziell als Zweitliga hinter der Football League und neben Bootle zählten Birmingham St. George’s, Crewe Alexandra, der FC Darwen, Grimsby Town, die Long Eaton Rangers, Newton Heath, Nottingham Forest, Small Heath, Sunderland Albion, The Wednesday und die Walsall Town Swifts zu den Gründungsmitgliedern.
In der Saison 1889/90 gewann Bootle zunächst die Vizemeisterschaft, belegte in den beiden folgenden Jahren jedoch nur noch einen Platz in der unteren Tabellenhälfte. Die Zeit ab 1890 war wegweisend und im Sommer 1892 veränderte sich der Fußball an der Merseyside grundlegend. Während sich der FC Bootle nach dem Ende der Football Alliance der neu gegründeten Football League Second Division anschloss, hatte der einflussreiche Geschäftsmann John Houlding seine Verbindung zu Everton im Streit beendet und sich dazu entschlossen, in Anfield ein neues Team aufzubauen. Während Everton in den Mere Park, der später als Goodison Park bekannt wurde, umzog, startete der neue FC Liverpool als zusätzliche Kraft in der Region seinen Spielbetrieb zur Saison 1892/93 in der Lancashire League. Der FC Liverpool erfreute sich auf Anhieb neuer Beliebtheit, wohingegen die sportliche Entwicklung in Bootle zunehmend negativ verlief. Schon in der letzten Football-Alliance-Spielzeit hatten die Leistungen nachgelassen, die schrumpfenden Zuschauerzuspruch und dadurch steigende Schulden zur Folge hatten. Dies setzte sich auch in der Football League fort und nach elf Spielen hatte Bootle erst vier Punkte eingesammelt. Die Anhänger reagierten darauf, indem die Präferenzen sich deutlich auf den FC Liverpool und den FC Everton aufteilten. Sportlich konnte sich die Mannschaft danach zwar rehabilitieren und am Ende einen noch beachtlichen achten Rang (bei zwölf Teilnehmern) belegen, aber bereits dem letzten Heimspiel gegen Lincoln City (4:1) hatten nur noch 1000 Zuschauer beigewohnt.
Obwohl sportlich der Klassenerhalt nicht in Frage stand, entschieden die Vereinsfunktionäre des FC Bootle, dass sie nicht mehr mit Everton und Liverpool schritthalten konnten. Vor Beginn der Saison 1893/94 zog sich der Verein vom Spielbetrieb zurück und löste sich in der Folge auf. Den Platz in der Liga nahm nun der FC Liverpool ein und mit 19 Punkten sollte der FC Bootle als Schlusslicht in der „ewigen Tabelle“ der Fooball League bekannt werden; im Jahr darauf ereilte Middlesbrough Ironopolis ein ähnliches Schicksal und mit nur einem Punkt mehr war dessen Kurzausflug geringfügig besser.
In der Folgezeit galt Bootle fußballerisch zumeist als Einzugsgebiet der beiden Liverpooler Großvereine. Ein Klub, der einen Großteil der Stadt repräsentierte, gab es nicht mehr, bis kurz nach dem Zweiten Weltkrieg mit Bootle Athletic wieder ein Verein bis zu seiner Auflösung im Jahr 1953 in der Lancashire Combination spielte. Im selben Jahr wurde erneut ein FC Bootle gegründet, der selbst aber erst seit 1974 an der Lancashire Combination teilnahm und heute weiter unterklassig in der Northern Premier League aktiv ist.

## Titel/Auszeichnungen
- Liverpool Senior Cup (3): 1883, 1888, 1889